# はしだて (特務艇)
はしだて（ローマ字：JS Hashidate, ASY-91）は、海上自衛隊のはしだて型特務艇 （ASY"HASHIDATE"Class）のネームシップ。
艦名は天橋立に因み、大日本帝国海軍以来用いられてきた伝統ある名である。松島型防護巡洋艦3番艦「橋立」、橋立型砲艦1番艦「橋立」に続き日本の艦艇としては3代目。
その豪華な内装や任務の特殊性から『海の迎賓館』、『迎賓艦』、『迎賓艇』とも呼ばれる。

## 概要
「はしだて」の任務は国内外の賓客を招いての式典や、海上自衛隊を訪問した諸外国の将校団との会議・会食、マスコミやメディア関係者との懇親会などの『迎賓』であり、当初から戦闘を想定しない非武装の艦艇である。
迎賓艇は東京オリンピック（1964年）のヨット競技を支援すると共に、競技を観覧する各国賓客を乗船させるために掃海艇を改装した「ゆうちどり」が初代であり、以後老朽化にともない第一線を退いた艇を改装してきたが、本艇では初めて完全新造の新規建造艇であり、また迎賓以外の機能も備えた多機能艦艇となっている。

### 迎賓艇の系譜
1. 「ゆうちどり」(ASM-71)：1964年9月20日 〜 1978年3月20日（元掃海艇 MS-62・元旧海軍飛行機救難船）
2. 「はやぶさ」(ASY-91)：1978年4月20日 〜 1987年2月28日（元駆潜艇はやぶさ・PC-308）
3. 「ひよどり」(ASY-92)：1987年5月21日 〜 1999年7月6日（元駆潜艇ひよどり・PC-320）
4. 「はしだて」(ASY-91)：1999年11月30日 〜 （本艇）

## 構造
海上自衛隊の迎賓艇として初めて当初から迎賓艇として設計・建造された艇である。平甲板型の船体に、船尾まで延びる上構が乗っている。本艇は海上自衛隊艦艇としては唯一の塗色パターンとなっており、上部構造物と艇体の上端は白色に塗り分けられている。
煙突は2本あるが、左舷側の煙突は排煙装置としての機能はない“ダミーファンネル”で、通信アンテナ等を装備するマストとしても用いられており、内部には艇内への階段が収められている。操舵装置は、当時、自衛艦に導入されつつあった統合型操艦装置で、操舵と主機の制御を1人で行なうことが可能である。艦橋前方の上甲板には搭載艇が装備されており、右舷側に搭載艇用のダビッドを備える。搭載艇は使用時以外は白色のカバーで覆われている。
艦橋と煙突の間の01甲板には可動式テントを有する、約130人を収容可能な立食パーティー用スペースとなっており、防水加工を施した木製の甲板と手すりになっている。上構の1階部分は約20名を収容可能な会議室となっており、大型ディスプレイを備えている。この大型ディスプレイや机上のパソコンは、隣接する通訳室とリンクさせて同時通訳を表示する等の連携が可能である。会議室は通訳室と併せて指揮所として運用することもできる。上構の最後尾は約20人を収容できる休憩室となっており、三方のブラインドを開けると広い視界が確保される。
内外からの賓客を迎える本来の迎賓艇としての機能に加え、阪神・淡路大震災以降重視されている災害派遣における医療支援機能や救難指揮機能を有している。会議室は災害時の対策本部として運用可能で、パーティー用スペースはテントを張って、カンバスで区切りマットレスを並べることで臨時の医療室とすることができる。休憩室も、折り畳みベッドを並べて病室とすることができる。なお、これら医療支援任務に用いられる医療器具は本艇の備品として常に搭載されている。
迎賓や医療支援任務に就いている際に本艇が沈没する場合に備えて、乗組員のみならず便乗者の救命胴衣も搭載している。
なお、賓客用の宿泊設備はなく、通常は宿泊艦としては使用されない。
戦闘をするための装備は搭載されていないが、2001年に発生した「アメリカ同時多発テロ事件」後に非常警戒態勢が敷かれた際には、武装した警備要員を乗艦させて横須賀港内の警戒任務に当たっている。

## 乗員
自衛隊の艦艇であるため厨房の調理員も海上自衛官（給養員）であるが、海自全体から特に腕の良い者を選りすぐっていることから、「はしだて」での勤務は海上自衛隊の給養員にとって誇りとされ、最高の目標の一つになっている。あるメディア向け懇親会（01甲板での立食パーティ）においては、「当日になってみたら気温が想定と違った」というだけで献立を急遽変更したにもかかわらず、参加者としては質問して初めてそのことを知るようなハイレベルの料理を提供し、調理員長は「食べる人に喜んでもらうためには、それくらいは当たり前。それがわれわれの任務ですから。」と語ったという逸話がある。

## 艦歴
先代（3代目）の迎賓艇であった「ひよどり」が老朽化したことに伴い計画された。平成9年度計画91号として日立造船神奈川工場で1998年（平成10年）10月26日に起工され、1999年（平成11年）7月26日に進水、同年11月30日に就役し、横須賀地方隊隷下の横須賀警備隊に配備された。
2009年8月19日、東京湾アクアライン海ほたるパーキングエリアで海自・東日本高速道路アクアライン管理事務所共同災害救助訓練に参加。訓練終了後に一般公開され、1000人が乗艦した。
2011年3月11日に発生した東北地方太平洋沖地震（東日本大震災）に対し、地震発生から75分後、災害派遣のため横須賀から緊急出港する。
2012年2月3日、東京都の帰宅困難者輸送訓練に参加。有明埠頭から千葉まで帰宅困難者を輸送した。
2016年5月18日、舞鶴教育隊の学生教育、耐洋性涵養、災害派遣の予行、広報を兼ね、初めて舞鶴基地に入港した。5月24日、舞鶴基地を出港して佐世保に向かった。途中で名前の由来となった天橋立沖を航行した。

## 画像

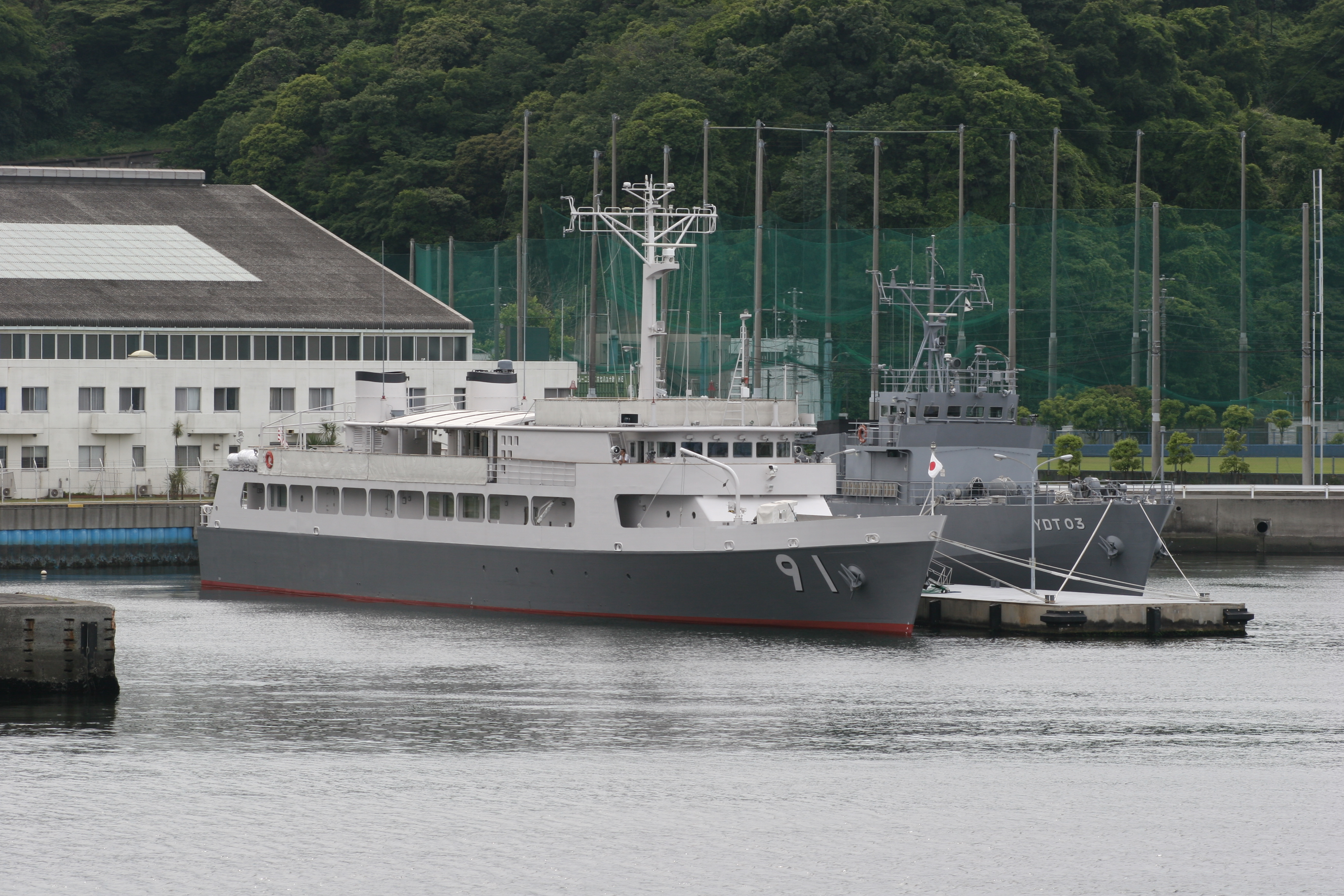
停泊中の「はしだて」（手前） 2007年6月3日 横須賀港にて撮影 右奥は横須賀基地所属の支援船、水中処分母船1号型 YDT-03
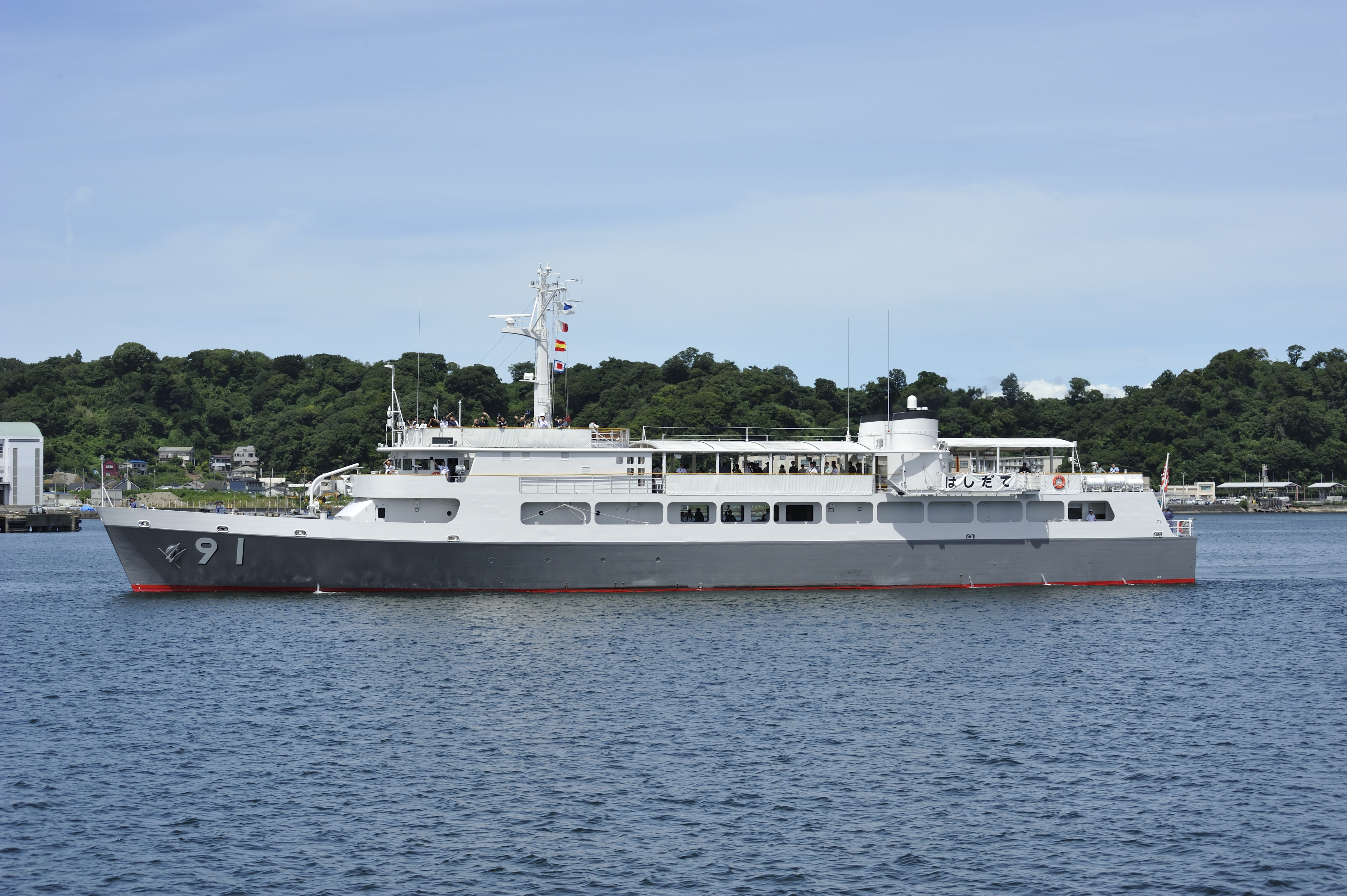
横須賀港内を航行中の「はしだて」 2025年7月19日 横須賀港にて撮影